# Vioolsonate nr. 3
De Vioolsonate nr. 3 van Niels Gade werd voltooid in 1885.
Het verscheen pas in juli 1887 in drukvorm bij Breitkopf & Härtel. Het zou de laatste vioolsonate van deze Deense componist worden.  De drie sonates voor viool en piano verschillen alle drie van elkaar, maar hebben gemeen dat ze alle drie romantisch van klank zijn. De eerste is bijna kabbelend te noemen, in deze derde is Gade wat uitgesprokener. Het grote verschil tussen de twee is het virtuoze slot.
Gade week af van de traditionele driedelige opzet; hij schreef vier delen:
1. Allegro con fuoco
2. Allegro non troppo e scherzando
3. Romanze: Andantino con moto
4. Finale: Allegro vivace.

Wilma Neruda was een befaamd violiste in die tijd.

## Discografie
- Uitgave Gramola : Thomas Albertus Irnberger (viool) & Edoardo Torbianelli (piano)
- Uitgave Naxos: Hasse Borup (viool) & Heather Conner (piano)
- Uitgave Dacapo: Christina Åstrand (viool) & Per Salo (piano)
- Uitgave Centaur: Katie Wolfe (viool), Adrienne Kim (piano)
- Uitgave CPO: Dora Bratchkova (viool), Andreas Meyer-Hermann ( piano)